# توایفورد، بارکشر
latitudeتوایفورد، بارکشرlongitudeتوایفورد، بارکشر
توایفورد، بارکشر (به انگلیسی: Twyford) یک روستا در بریتانیا است که در بارکشر واقع شده‌است.

## خصوصیات
توایفورد ۶٬۲۱۶ نفر جمعیت دارد.